# Frank Bramley

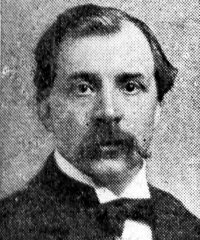
Frank Bramley

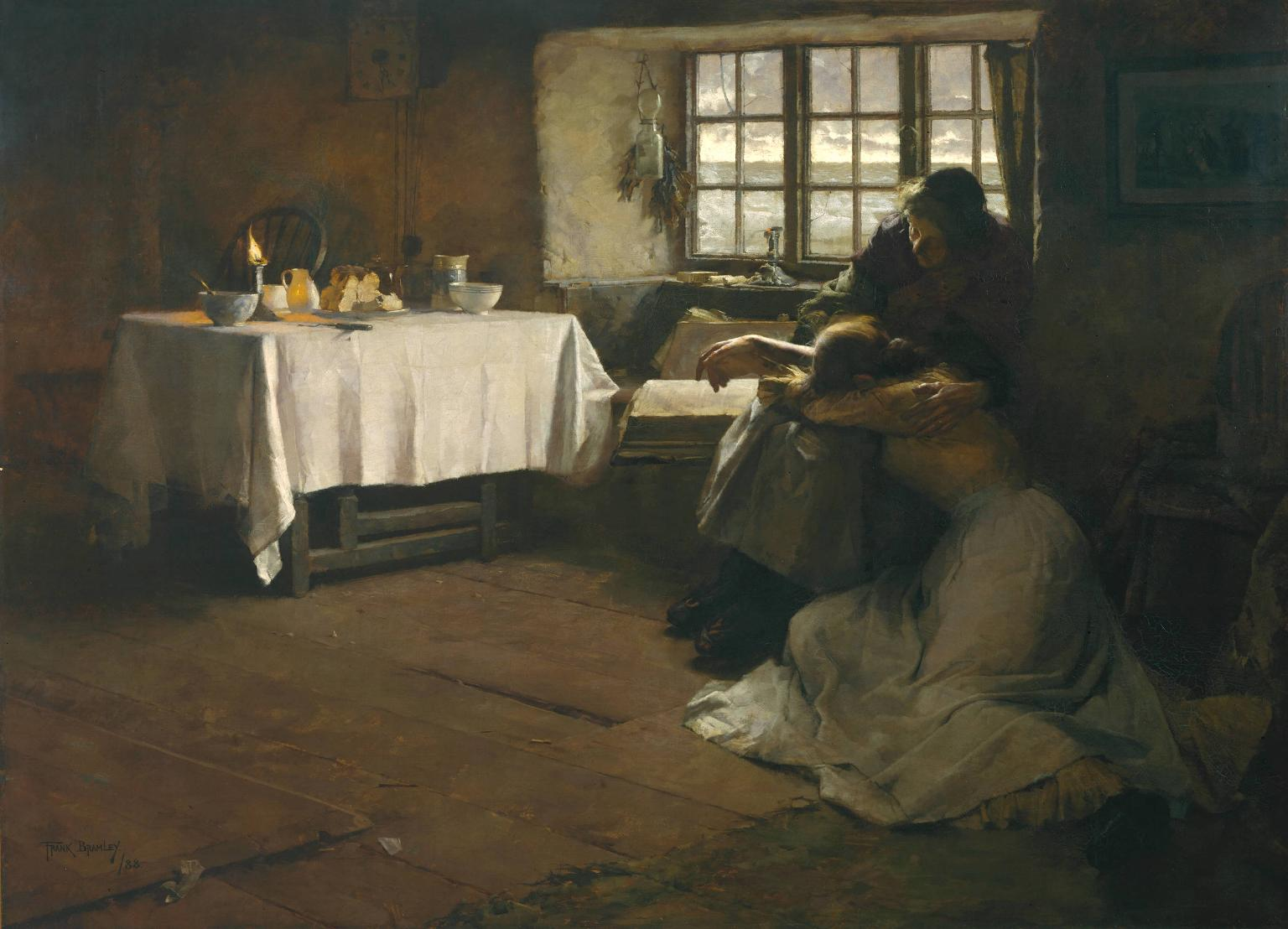
A Hopeless Dawn (1888)

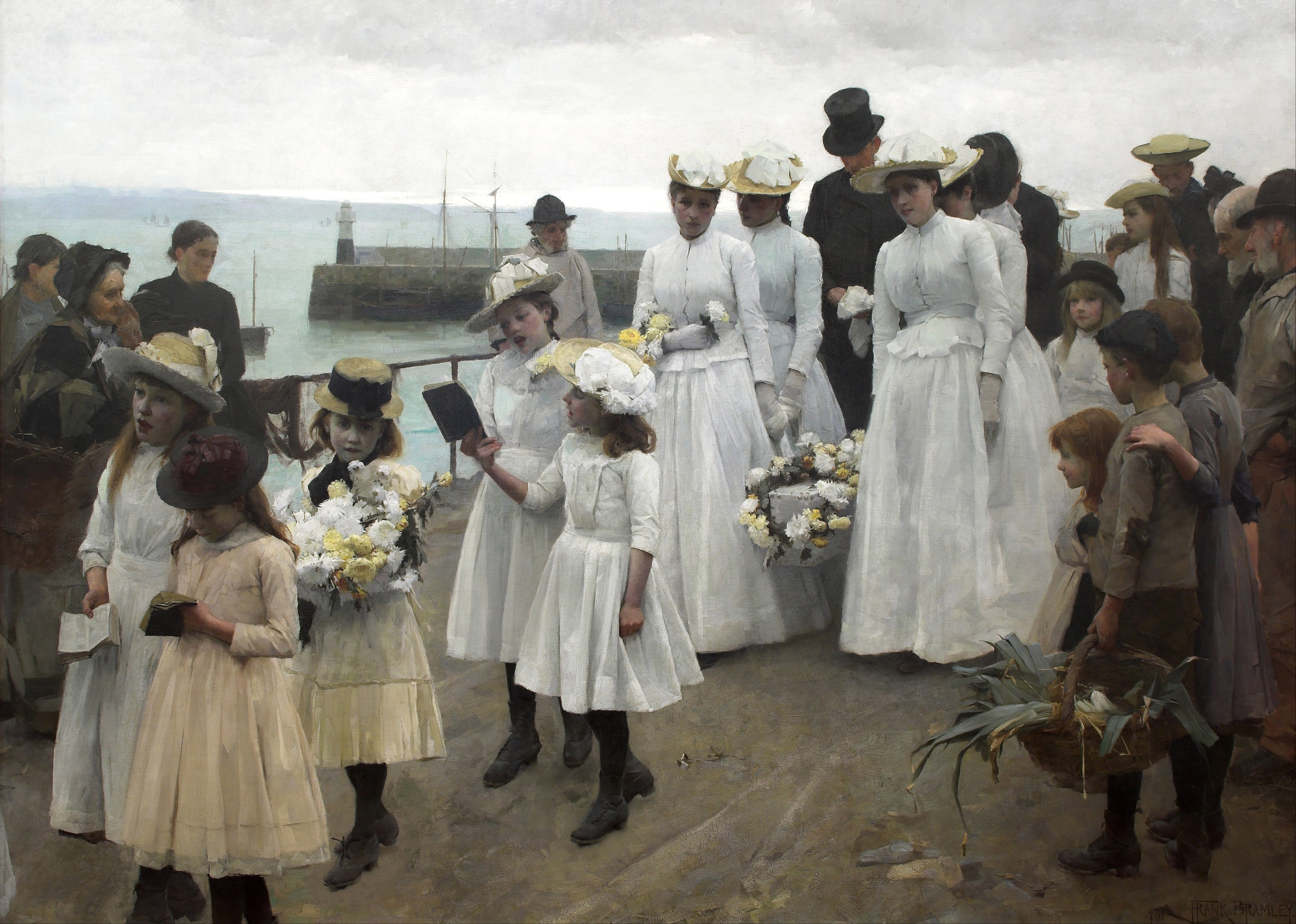
For of Such is the Kingdom of Heaven (1891)

Frank Bramley RA (* 6. Mai 1857 in Sibsey, Lincolnshire; † 9. August 1915 in Chalford Hill, Gloucestershire) war ein britischer Maler des Spätimpressionismus und wichtiger Vertreter der Newlyn School, einer Künstlerkolonie des späten 19. und frühen 20. Jahrhunderts.

## Leben und Werk
Frank Bramley studierte zunächst von 1873 bis 1878 an der Lincoln School of Art. Anschließend besuchte er von 1879 bis 1882 die Koninklijke Academie voor Schone Kunsten in Antwerpen und ließ sich wie schon Edwin Harris, Thomas Cooper Gotch und Norman Garstin von Charles Verlat unterrichten. 1882 reiste er nach Venedig und blieb dort bis 1884. Nach seiner Rückkehr nach England zog er in die südwestenglische Grafschaft Cornwall nach Newlyn und schloss sich der Newlyn School an, einer dort ansässigen Künstlerkolonie, die 1882 von Walter Langley gegründet worden war. Bramley betrieb hier nur selten die von der Malergruppe bevorzugte Freilichtmalerei, sondern bevorzugte Szenen in geschlossenen Räumen unter Kunstlicht. Von 1884 bis 1912 konnte Bramley regelmäßig auf der jährlichen Ausstellung des Royal Academy of Arts seine Werke zeigen. Er beteiligte sich aber auch am Widerstand gegen das konservative Kunstverständnis der Royal Academy of Arts und gründete 1885 zusammen mit anderen Künstlern wie Thomas Cooper Gotch, John Singer Sargent und Stanhope Forbes den New English Art Club. Mit Stanhope Forbes verband ihn eine besonders enge Freundschaft. Bramley unterhielt in dieser Zeit auch näheren Kontakt zu James McNeill Whistler.
Mit dem Gemälde A Hopeless Dawn gelang Bramley 1888 der endgültige Durchbruch. In dem Werk gelang es dem der Künstler, emotionale und narrative Elemente zu verknüpfen und durch die Kombination von natürlichen und künstlichen Lichtquellen besondere Beleuchtungsverhältnisse zu schaffen, die die Dramatik der Szene noch erhöhten. Das Gemälde wurde von der Chantrey-Stiftung für die Tate Gallery aufgekauft. Ab den 90er Jahren des 19. Jahrhunderts wurde Bramleys Pinselstrich heller, dicker und lockerer. Als Bildmotive dienten nun neben ausgewählten Szenen des Landlebens vermehrt Einzelpersonen. 1891 heiratete er in Newlyn die Künstlerin Katherine Graham. 1894 wurde Bramley zum außerordentlichen Mitglied der Royal Academy gewählt. 1895 verließen Bramley und seine Frau Newlyn und übersiedelten nach Droitwich in den West Midlands. 1900 ließen sie sich in Grasmere in der Grafschaft Westmorland nieder, wo auch die Familie seiner Frau Katherine lebte. 1911 wurde er als Vollmitglied in die Royal Academy gewählt. Schließlich erhielt der Maler die Goldmedaille des Pariser Salons. Bramley starb im Alter von nur 58 Jahren.